# سایوز۲۰
سایوز-۲۰ (به روسی: Союз 20)(به معنای اتحاد ۲۰)مأموریت فضایی بدون سرنشین سازمان فضایی شوروی به مقصد سالیوت۴ بود که به منظور آزمایش بلند مدت بر روی عملکرد فضاپیماهای سایوز انجام گرفت.
هدف از این مأموریت بررسی کارایی سیستم های جدید نصب شده بر فضا پیما و عملکرد این سیستم ها در شرایط مختلف پروازی بود. همچنین سایوز۲۰ حامل ارگانسیم های زنده جهت آزمایش در فضا نیز بود.